# 李洛夫奇案
《李洛夫奇案》是一部1993年出品，由李英洛執導，由呂良偉、袁詠儀、任达华、李子雄主演，主要讲述了香港李洛夫傳奇的故事

## 故事大綱
1957年，當時香港黑社會猖獗，勢力頗大，政府當局遂派李洛夫前往英國，剷除惡勢力。
返港後第一就是對付字花檔，一夜之間他破獲了三百多檔，聲名因而大響，另一邊，上海黑幫頭子李財法，實行賄賂，這很快傳到李洛夫身邊，這令他發誓要把李財法繩之於法。於是他叫上兩名助手鄭華及李炳來調查，兩人追查至一洋服工廠，但李炳卻被後被遭襲擊，被蒙面人斬去右手。李洛夫只好親自出馬，抓掉該店經理，並要其出庭指証李財法，但失敗，李洛夫未能給李財法定罪，但他用特別行政權把李財法趕出境。
憤怒的李財法一怒之下擄走李洛夫妻子，逼李洛夫出面，兩人終於正面對決...

## 主要角色
| 演員   | 角色   | 粵語配音 | 暱稱/關係 |
| 呂良偉 | 李洛夫 | 朱子聰   | 警員，職位沙展 首要對付的是字花檔，一夜之間他破獲了三百多檔，聲名因而大響 李炳、鄭華之上司 李財法之天敵                       |
| 袁詠儀 | Joss   | 鄭麗麗   | 李洛夫之妻，被李財法綁架 |
| 任達華 | 鄭華   | 張炳強   | 警員 李洛夫之下屬 醉鬼 |
| 李子雄 | 李財法 | 陳欣     | 上海黑幫頭子 彪叔手下，與其面和心不和，最後反目並殺死其 後殺害李洛夫失敗，被驅趕到台灣入獄，最終在獄中病逝 角色原型為：李裁法 |
| 吳家麗 | 小翠   | 陸惠玲   | 舞廳小姐 李財法的妻子，被其性虐待 和彪叔發生一夜情，實被李財法出賣所導致 後被告發李財法時被其手下殺害                         |
| 黃光亮 | 李炳   | 黃光亮   | 警員 李洛夫之下屬 |
| 劉兆銘 | 彪叔   |          | 台灣黑幫頭子 李財法之老大，與其面和心不和，最後反目 後被李財法殺害身亡                                                        |
| 梁錦燊 | 警察   | 周志輝   | 警員 李洛夫之下屬 |
| 伍國健 | 周光   | 文耀德   | 警員 李洛夫之下屬 |
| 梁十一 | 旺財   | 羅君左   | 李財法打手 後被李洛夫殺害 |